# Alexandre Louis Marie Pétis de la Croix
Alexandre Louis Marie Pétis de la Croix (* 10. Februar 1698 in Paris; † 6. November 1751 ebenda) war ein französischer Orientalist.

## Leben
Alexandre Louis Marie Pétis de la Croix war ein Sohn des Orientalisten François Pétis de la Croix. Er verfolgte dieselbe Laufbahn wie sein Vater und wurde bereits im Alter von 16 Jahren Sekretär und Dolmetscher bei der Marine, welche Stelle durch den Tod seines Vaters vakant geworden war. Nach einem sechsjährigen Aufenthalt in Konstantinopel, Syrien und Griechenland kehrte er nach Paris zurück. Er war seitdem bei allen Verhandlungen zwischen Frankreich und der Berberei tätig und führte die Gesandten jener Mächte vor den französischen Thron, namentlich bei den Audienzen vom 14. Oktober 1728 und vom 28. August 1729, wo die Gesandten von Tunis und Tripolis den König Ludwig XV. um Gnade baten wegen der Beschimpfung der französischen Flagge. Pétis hatte auf einer Reise in Tunis die Bedingungen des ersten Vertrags festgelegt, aber bei seiner Mission in Tripolis keinen Erfolg gehabt und sich dann an Bord jenes Geschwaders befunden, das diese Stadt im Juli 1728 beschoss. Zum Dolmetscher der orientalischen Sprachen an der königlichen Bibliothek ernannt, erhielt er 1744 nach dem Tod von Fiennes die Professur der arabischen Sprache am königlichen Kollegium zu Paris. Er starb dort am 6. November 1751 im Alter von 53 Jahren und hinterließ zwei Töchter, von denen die ältere einige Monate später die Gattin eines Neffen des berühmten Advokaten Cochin wurde.
Zu Pétis’ Schriften gehören u. a. Canon du sultan Suleiman II … ou État politique et militaire, tiré des archives les plus secrètes des princes ottomans; traduit du turc (Paris 1725) sowie Lettres critiques de Hadgi Mehemmed Efendy, au sujet des mémoires du chevalier d’Arvieux … traduites du turc en français par Ahmed Frengui, renégat flamand (Paris 1735). Das letztere Werk enthält Erzählungen über die Sitten, Religion und Regierungen der Orientalen. Der Verfasser und der Übersetzer sind fingiert. Außerdem hinterließ Pétis handschriftlich mehrere Übersetzungen arabischer Werke. Er gab 1722 die von seinem Vater übersetzte Histoire du Timur Bec heraus und schrieb darin das Avertissement, lieferte auch eine Auszug jenes Werks, der in den Besitz seines Schwiegersohns überging. Die Relation de voyage dans le Levant ist ebenfalls nicht gedruckt worden und scheint verloren gegangen zu sein.